# Libazsír

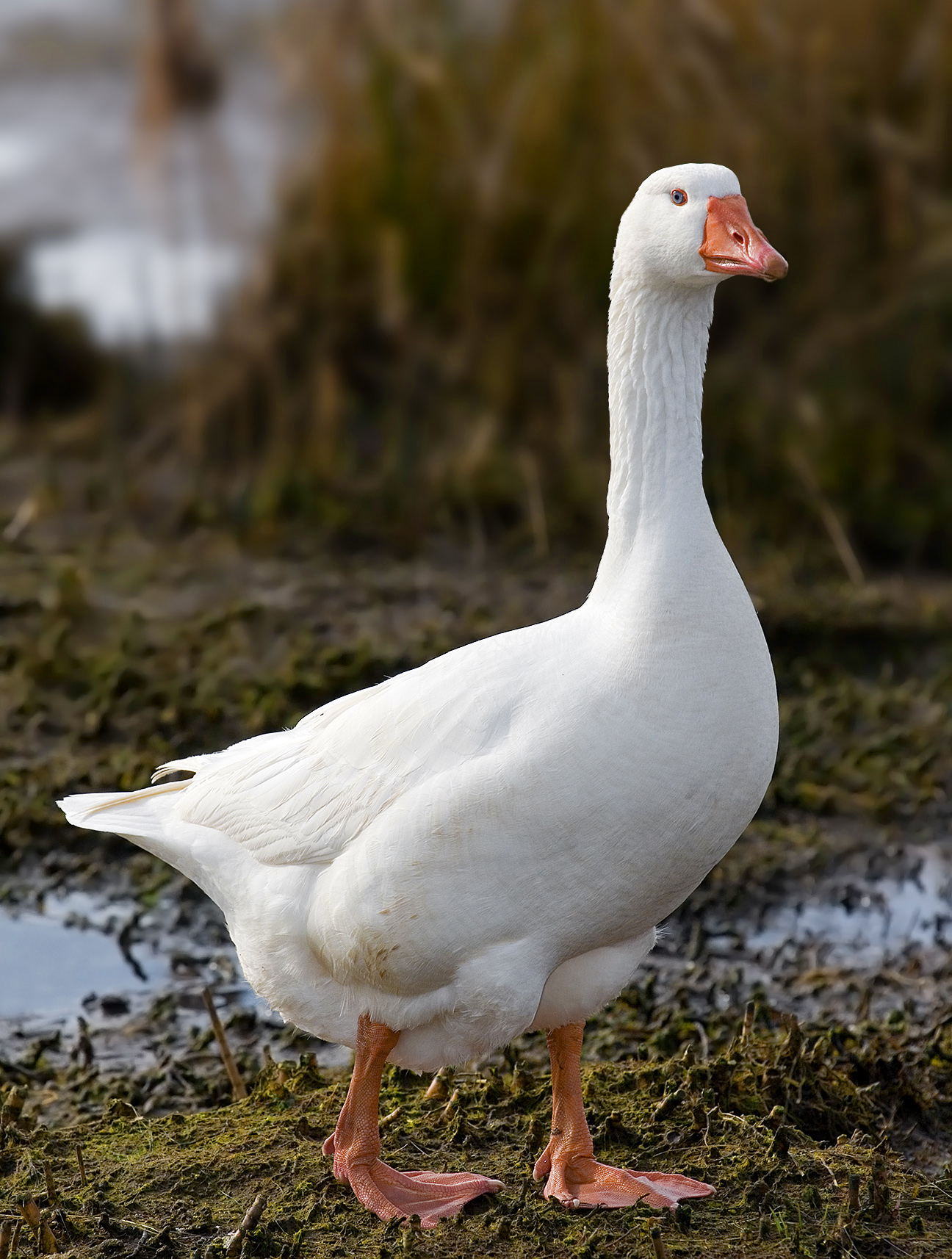
Házi lúd

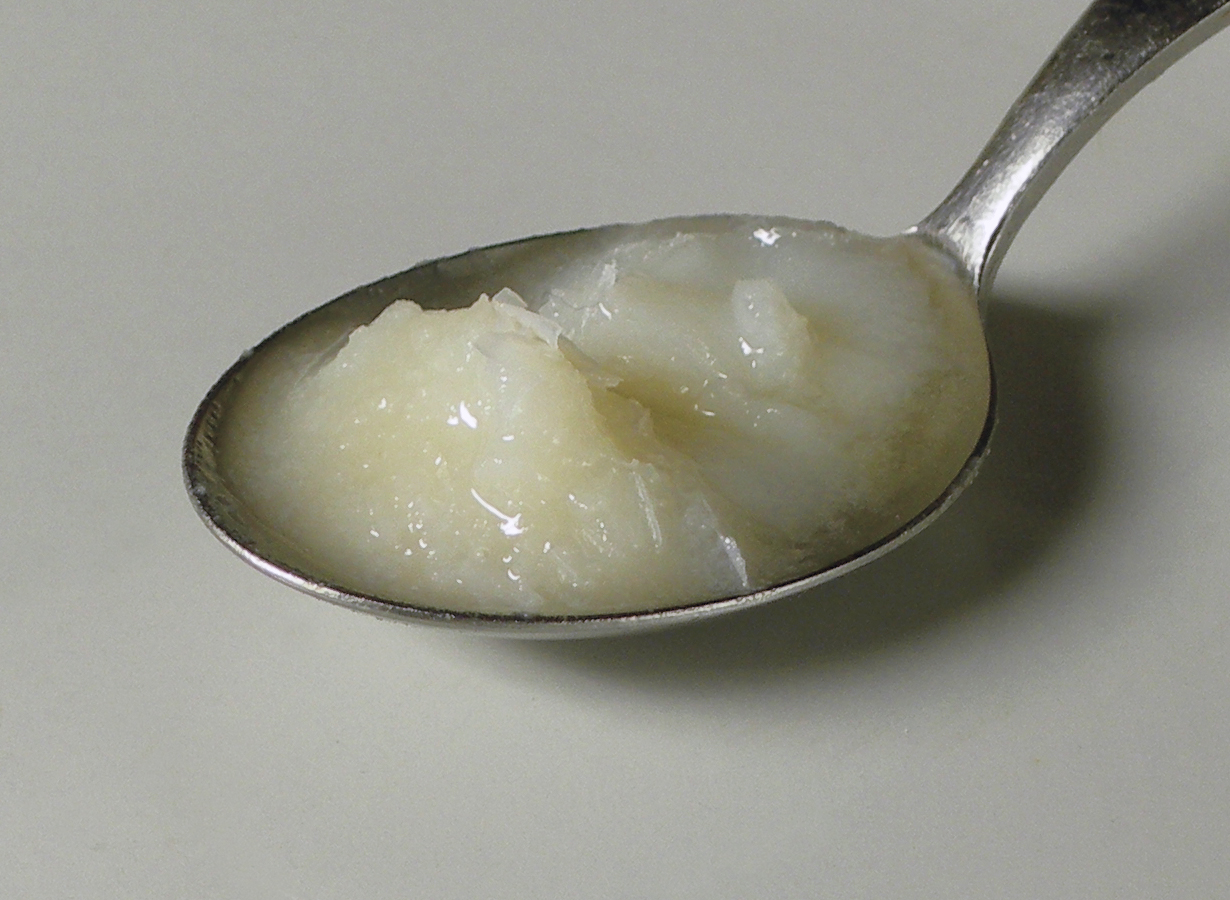
Libazsír

A libazsír a hízott liba (Anser anser domestica) bőr alatti és hasüregi zsírszöveteiből olvasztási eljárással készült állati zsír.
A libabőrt kb. 2 cm-es kockára vágjuk, serpenyőbe tesszük némi vizzel kis lángon. Időnként átkavargatjuk, míg a zsírja kisül. 

## Tulajdonságai
A libazsír halványsárga színű, sűrűn folyó, enyhén ikrás állagú, kifejezetten egyedi ízű és illatú termék. A hízott liba feldolgozásakor a darabolás során keletkező, bőr alatti és hasüregi, zsírban gazdag szövetekből zsírolvasztással állítják elő. Magas füstpontja miatt nehezen ég meg (190°C). 
30% telített zsírsavat, 58% egyszeresen telítetlen zsírsavat és 12% többszörösen telítetlen zsírsavat tartalmaz. 100 g körülbelül 11 mg koleszterint tartalmaz.

## Felhasználás
A libazsírt leggyakrabban kenyérre kenve, illetve főtt vagy sült burgonyával fogyasztják. Néhány ételféleség elkészítéséhez is felhasználható az egyéb zsiradékokhoz hasonló módon. Jellegzetes ízének köszönhetően szívesen fogyasztják, elsődlegesen az őszi és téli időszakban. Jelenleg egész évben gyártják és forgalmazzák, de keresettségére a szezonális jelleg még mindig jellemző. A libazsír különösen kedvelt Franciaország egyes részein és Nagy-Britanniában. Az 1930-as és 1940-es években a libazsír gyógyászati célú felhasználása igen jelentős volt, megfázás esetén a mellkasra kenve alkalmazták. 